# Nokia 8910
Nokia 8910  — мобільний телефон, випущений компанією Nokia у 2002 році. Цей іміджевий апарат фірми прийшов на зміну Nokia 8850. Наступного 2003 року була випущена оновлена модель Nokia 8910i.
В Nokia 8910, вперше в серійному виробництві, корпус виконаний з титану. До цього компанія Ericsson показала можливість застосування титану при виготовленні корпусів для телефонів випустивши Ericsson R320 Tian партією в 50 штук.

## Опис

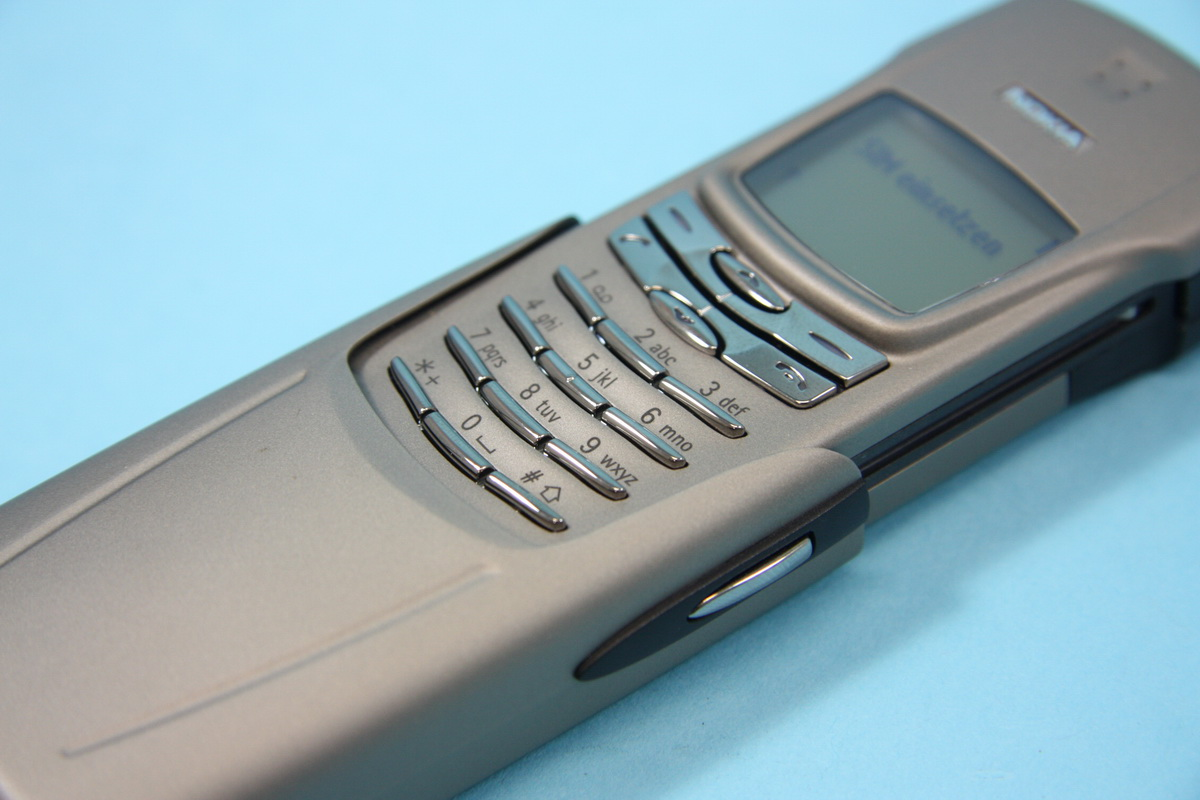
Nokia 8910 в «титановому» забарвленні.

Використання такого матеріалу як титан багато в чому визначило саму концепцію телефону (єдина пластикова вставка, що приховує антену, розташована ззаду вгорі). Так, наприклад, один із варіантів забарвлення корпусу названий титановим (другий — просто чорний). Незважаючи на матеріал, телефон має відносно невеликий розмір (103—140,5 x 46 x 20 мм) і вагу (110 грам). Титановий корпус дозволяє телефону пережити падіння навіть із великої висоти — корпус швидше за все не отримає не тільки значних пошкоджень, але навіть скільки-небудь помітних подряпин. Пошкодитись може лише електроніка або екран.
Інше унікальне рішення — це механізм розкриття телефону. На бокових гранях апарата розташовані дві клавіші, при одночасному натисканні на які телефон «вистрілює» вгору (закриття здійснюється вручну). Праворуч знаходиться віконце ІЧ-порту.
Клавіатура Nokia 8910 хромована. Під екраном розташовані клавіші виклику, відбою, прокручування, а також дві софт-клавіші. Дисплей 8910 відображає до 4 рядків тексту та підпис до софт-клавіш, має підсвічування ніжно-блакитного кольору (Pastel Blue). Акумулятор захований за задньою кришкою, яка знімається шляхом натискання на невеликий фіксатор (у відкритому стані), розташований зліва вгорі. Акумулятор BLB-2, літій-іонна батарея ємністю 750 мАг, за заявою виробника здатна забезпечити від 100 до 300 годин роботи в режимі очікування та від 2 до 4 годин роботи у режимі розмови. 
Nokia 8910 має основний набір функцій, зокрема телефонна книга, ігри (Snake II, Pairs II, Bantumi та Snowboarding), калькулятор, ІЧ-порт, Bluetooth та інші.

## В культурі і мистецтві
Nokia 8910, випущений у 2002 році, став знаковим телефоном завдяки своєму преміальному дизайну з титановим корпусом і унікальним механізмом автоматичного висування. Цей телефон не лише слугував еталоном статусу, але й знайшов своє місце в культурі, зокрема у фільмах, музиці та мистецтві.

### Nokia 8910 у кіно та серіалах
Цей телефон часто використовувався у фільмах як атрибут успішних бізнесменів чи впливових персонажів. Поява Nokia 8910 у кадрі символізувала не лише заможність, а й прагнення до інновацій. Завдяки мінімалістичному дизайну він став органічною частиною естетики кінематографу 2000-х. Наприклад:
- Шпигунські фільми: Nokia 8910 демонструвався як гаджет, який могла б використовувати спецагентура, завдяки своїй функціональності та ергономічності.
- Драми та трилери: У таких фільмах він підкреслював статус героїв, які не схильні до надмірної розкоші, але надають перевагу технологіям із «характером».

### Телефон як елементмодита дизайну
Через титановий корпус та унікальний механізм висування Nokia 8910 також привернув увагу модельєрів та дизайнерів. У 2000-х роках він став аксесуаром, який часто можна було побачити на модних подіумах та у руках знаменитостей. На його основі створювали колекційні серії телефонів, додавали шкіряні чи дизайнерські чохли.

### Nokia 8910 в музиці
Телефон також з'являвся у музичних кліпах тих років, де виступав символом успішності та елегантності. Він став одним із елементів образу людей, що перебувають на вершині суспільної драбини.
У текстах деяких треків або інтерв’ю реперів та музикантів того часу згадувались Nokia, що закріпило асоціацію між брендом та успіхом.

### Nokia 8910 у сучасному мистецтві
Сьогодні Nokia 8910 є предметом колекціонування та часто використовується як символ ретро-естетики у поп-арті та інсталяціях. Його дизайн стає об’єктом натхнення для митців, які прагнуть поєднати технології минулого з сучасністю. Телефон часто можна побачити на виставках, присвячених технологічному прогресу або ностальгії за ранніми 2000-ми.
Завдяки своїй унікальності, Nokia 8910 став не просто засобом зв’язку, а культурним артефактом, який відображає стиль і прагнення свого часу.